# MOTHER EARTH
『MOTHER EARTH』（マザー・アース）は、日本の女性歌手、大黒摩季の7枚目のオリジナル・アルバム。

## 概要
- 現時点で最後のオリコン1位を獲得したアルバムである。売り上げ枚数は70万枚を突破した。[要出典]
- CD発売の告知CMとしては1分間バージョンのCMが放送された。「ネッ! 〜女、情熱〜」「理由(ワケ)」「I can't stop the rain」「うそつき」「この闇を突き抜ける」の順で流れた[1]。
- 1999年にポリグラム傘下のCinepoly　RECORDSより、本作と『BACK BEATs #1』と『POWER OF DREAMS』の3作が香港・台湾・シンガポール・マレーシアの４ヵ国でCDとカセットテープでリリースされた。(規格品番：(CD)JBCJHK-1020・(CT)JBTJHK-1020)
- ビーイング脱退前として、実質オリジナルアルバムとしては本作が最後となる（2016年に復帰している）。

## 収録曲
| 全作詞: 大黒摩季。 |                                        |           |            |            |      |
| #                  | タイトル                               | 作詞      | 作曲       | 編曲       | 時間 |
| 1.                 | 「Introduction」                       | 大黒摩季  | 葉山たけし | 葉山たけし | 0:39 |
| 2.                 | 「理由 (ワケ)」                        | 大黒摩季  | 大黒摩季   | 葉山たけし | 4:38 |
| 3.                 | 「この闇を突き抜ける」                 | 大黒摩季  | 大黒摩季   | 葉山たけし | 4:18 |
| 4.                 | 「サ☆イ★ン」                           | 大黒摩季  | 大黒摩季   | 葉山たけし | 5:22 |
| 5.                 | 「忘れてしまいたいのに」               | 大黒摩季  | 大黒摩季   | 葉山たけし | 4:11 |
| 6.                 | 「うそつき」                           | 大黒摩季  | 大黒摩季   | 葉山たけし | 5:29 |
| 7.                 | 「スキ・スキ・スキ」                   | 大黒摩季  | 大黒摩季   | 葉山たけし | 4:34 |
| 8.                 | 「ネッ! 〜女、情熱〜」                 | 大黒摩季  | 大黒摩季   | 葉山たけし | 4:43 |
| 9.                 | 「遠い空で きっと」                    | 大黒摩季  | 大黒摩季   | 葉山たけし | 4:01 |
| 10.                | 「I can't stop the rain」              | 大黒摩季  | 大黒摩季   | 葉山たけし | 5:48 |
| 11.                | 「ボクらの知らないところで」           | 大黒摩季  | 大黒摩季   | 葉山たけし | 3:12 |
| 12.                | 「Go with the wind」                   | 大黒摩季  | 大黒摩季   | 葉山たけし | 5:58 |
| 13.                | 「MOTHER EARTH」(インストゥルメンタル) | 大黒摩季  | 大黒摩季   | 葉山たけし | 3:11 |
| 合計時間:          | 合計時間:                              | 合計時間: | 合計時間:  | 56:04      |      |

## 曲解説
1. Introduction
2. 理由 (ワケ) 
  - ビデオクリップでは、黒いTシャツと赤いバンダナを巻いた大黒本人が外でジープにまたがったりする様子が収録されている。
3. この闇を突き抜ける
  - 1998年TOTOスーパー陸上大会テーマソング
  - 19枚目のシングルとして8月下旬にリリース予定だったが、延期の上発売中止になった。[要出典]今作発売時にビデオクリップが製作され、CDジャケットにも掲載された白いジャケット着た大黒本人が、広大な大地でたたずんだり歩いたりする姿を収録している。発売後には別パターンが公開され、アルバムのライブツアー「BEST BEATs」での会場設営やリハーサルの様子をメイキング形式で見せながら、後半は当時のライブ会場の横浜アリーナに観客が向かっているという視点でカメラを移動させ、大黒摩季のライブに実際に行っているような状況を作り出し、最後には大黒本人が「この闇を突き抜ける」を歌っている様子が流れるという構成になっている。
4. サ☆イ★ン
  - ビデオクリップでは、紫色のキャミソールを着た大黒本人が、車にもたれかかったり、犬と戯れる様子を収録している。
5. 忘れてしまいたいのに
6. うそつき
7. スキ・スキ・スキ
  - ビデオクリップには、1998年8月1日に赤坂BLITZで行われたライブ「大黒摩季 EXTRA BEATs おひさしブリッツ」でのライブ映像が使用されているが、実際にこの曲を歌っている映像ではなく、様々な曲のダイジェストを使用している。
8. ネッ! 〜女、情熱〜
  - 18thシングル。
9. 遠い空で きっと
10. I can't stop the rain
  - ビデオクリップでは、植物が生い茂った中をうつむきながら歩く大黒本人の様子が収録されている。
11. ボクらの知らないところで
  - 大黒の楽曲で初めてスカをメインに据えた楽曲。ビデオクリップでは、「理由(ワケ)」のクリップ時と同じ格好をした大黒本人が、ジープの助手席に乗っている様子が収録されている。
12. Go with the wind
  - ビデオクリップでは、風力発電機が数台ある場所の前で、大黒本人が佇んでいる様子を収録している。
13. MOTHER EARTH
  - インストゥルメンタル。

## 参加ミュージシャン
- 葉山たけし - ギター、シンセサイザー、プログラミング (全曲), コーラス (#4,6,7,9.10,12,13)
- 山木秀夫 - ドラム (#6,13)
- 渡辺直樹 - ベース (#3,4,6,9,12,13)
- 小野塚晃 (DIMENSION) - ピアノ、ローズ・ピアノ、ハモンド・オルガン (#4,5,6,10,11,12,13)
- 佐々木史郎 - トランペット (#4,7,8,11)
- 澤野博敬 - トランペット (#4,11)
- 小林太 - トランペット (#7,8)
- 中路英明 - トロンボーン (#4,7)
- 河合わかば - トロンボーン (#8,11)
- 勝田一樹 (DIMENSION) - サックス (#3,4,7,8,11)
- 織田浩司 - サックス (#7,11)
- 甲斐冴子 - コーラス (#1,2,3,6,7,9,10,11,13)
- 坪倉唯子 - コーラス (#3,5,7,9,11,12)
- 生沢佑一 (TWINZER) - コーラス (#3)
- SHINKOKAI GANGS - コーラス (#4,13)
- B.B.IKKIES - コーラス (#13)
- 大黒摩季 - コーラス (#1,2,3,4,6,7,8,11,13)

## メディアでの使用
- この闇を突き抜ける

TOTOスーパー陸上'98大会 テーマソング
- サ☆イ★ン

テレビ朝日「恋するアミパラ」テーマソング